# Gabriel y la montaña
Gabriel y la montaña (portugués: Gabriel e a montanha) es una película brasileña-francesa del director Felipe Barbosa del año 2017. Trata del viaje de un amigo de Barbosa, Gabriel Buchmann, en África. Durante parte de su viaje estuvo acompañado de su novia Cristina. Antes de comenzar sus estudios de doctorado en la Universidad de California en Los Ángeles hizo un viaje de Asia y África. La película termina en la montaña Mulanje en Malaui. Varias de las personas que Buchmann conoció en su viaje se interpretan a ellos mismos en la película. La obra ganó en la Semana de la Crítica de Cannes, Francia, los premios "Fondation Gan" a la difusión y Revelación France 4. En el Festival de Cine de Lima 2017 ganó el premio a la mejor fotografía.